# Chmelnice (usedlost)
Chmelnice je zaniklá usedlost v Praze 3-Žižkově, která se rozkládala na Jarově mezi ulicemi Spojovací a Hartigova.  Původně patřila do katastru Hrdlořezy. Je po ní pojmenovaná ulice Na Chmelnici.

## Historie
Usedlost stála na samotě u křižovatky silnic směřujících do Vysočan a Hrdlořez. Název získala pravděpodobně podle pěstování chmele ve zdejším místě. Zanikla po roce 1910.